# Ughelli
Ughelli és una ciutat situada a Urhobolàndia, a l'Estat del Delta, al sud de Nigèria. Té un rei tradicional (que té el títol d'Ovie) i els indígenes d'Ughelli celebren un festival anual que es diu Omanuku. Segons el cens del 1991, ughelli tenia 54.206 habitants i el 2007 tenia una població estimada de 82.994 habitants.

## Geografia, economia, educació i religió
Per Ughelli hi passa la carretera que va de Port Harcourt a Benin City, passant per Warri, ciutat de la que està a 35 km.
La ciutat era un centre agrícola, però en l'actualitat ha esdevingut un centre industrial. La Shell hi té un camp de petroli a prop. Hi ha una fàbrica important de botelles de la marca Frigoglass.
Les escoles més importants de la ciutat són la Anglican Girls Grammar School and St. Theresa's College, el Government College, la Lulu Secondary School, la Kogbodi International School i la Noble Crest Secondary School.